# Синдром на постурална ортостатична тахикардия
Синдромът на постурална ортостатична тахикардия е нарушение на симпатиковата част на нервната система. Характеризира се с ускорен пулс, замаяност и понякога гадене при промяна на положението от легнало в изправено. Рядко може да възникнат припадъци.
Засяга по-често представителите на женския пол. Когато човекът се намира в изправено положение, заради гравитацията част от кръвта се задържа в коремната област и крайниците. Кръвоносните съдове се свиват, за да насочат кръвта към сърцето и мозъка, предотвратявайки понижаването на кръвното налягане. Обикновено при изправяне пулсът се увеличава с 10 – 15 удара в минута, а кръвното налягане леко намалява. Тези процеси се регулират от вегетативната нервна система. При синдрома на постурална ортостатична тахикардия тя не функционира правилно. При изправяне се наблюдава намаляване на кръвоснабдяването на сърцето и мозъка, което води до по-интензивна работа на сърцето, за да компенсира това.
Лечението е фармакологично (бета-блокери, флуоксетин, еритропоетин) и нефармакологично (прием на повече течности, пристягащи чорапи).